# Łazienki Królewskie
Łazienki Królewskie, známé také jako Park Łazienkowski, jsou park v městském obvodě Śródmieście ve Varšavě, který v 18. století nechal založit Stanislav II. August Paniatowski. Se svou rozlohou 76 hektarů jsou největším parkem ve městě.
Název je odvozen od barokního pavilonu lázní, který nechal v 80. letech 17. století postavit Stanisław Herakliusz Lubomirski a který Stanislav II. August Paniatowski přestavěl na palác Łazienki.
Od roku 1960 v parku sídlí muzeum Łazienki Królewskie.

## Historie

### Do roku 1978
Ve středověku se na místě parku nacházela zvířecí rezervace, která sloužila jako lovecký revír mazovských knížat. V 80. letech 17. století zde majitel areálu, velkomaršál koruny Stanisław Herakliusz Lubomirski, nechal postavit dva pavilony: Ermitáž a bohatě zdobený pavilon lázní. Oba pavilony navrhl Tylman van Gameren.
V září 1764 Stanislav II. August Paniatowski koupil čtvrť Ujazdów, ve které se nacházela zvířecí rezervace. Učinil tak v rámci příprav na svou královskou roli s cílem najít místo pro své soukromé sídlo. Na místě bývalé zvířecí rezervace byly provedeny meliorační práce a vykáceny staré olše. Přeměna na královské letní sídlo začala v roce 1774 poté, co bylo upuštěno od projektu přestavby Ujazdovského hradu. První budovou, kterou král v parku nechal postavit, byl Bílý dům. V roce 1784 byly severně a jižně od pavilonu lázní vyhloubeny dva rybníky. U jižního rybníku byl postaven amfiteátr. Všechny stavby postavené králem byly v klasicistním slohu.
Park byl založen na strmém svahu. V různých částech parku byly postaveny drobné zahradní stavby navržené dvorními architekty Stanisława Augusta Poniatowského. Mezi Bílým domem a palácem Łazienki byla vysazena alej a na jejím konci byl postaven altán.
V období mezi květnem a zářím v parku pobýval Stanisław August Poniatowski, jehož oficiálním sídlem byl Královský hrad patřící státu. Hostil zde mimo jiné představitele jiných zemí, učence a spisovatele. Král bydlel v paláci Łazienki, královská rodina v Bílém domě, vyšší dvorští úředníci v Myślewickém paláci a nižší úředníci a služebnictvo ve Velkém přístavku. Park byl přístupný veřejnosti.
V roce 1767 byl k parku připojen Belvedér, ve kterém byla v roce 1768 otevřena královská továrna na kožešinu.

### Období 1798–1918
Po smrti Stanisława Augusta Poniatowského v roce 1798 přešel park na jeho synovce Józefa Poniatowského.
V letech 1801–1805 pobýval v Bílém domě v letních měsících francouzský král Ludvík XVIII.

### Druhá Polská republika
Za Druhé Polské republiky se park jako bývalý carský majetek stal majetkem státu. Vnitřní vybavení budov vyvezené Rusy bylo vráceno v roce 1921 na základě Rižského míru.
V roce 1926 byla v západní části parku odhalena socha Fryderyka Chopina.
V roce 1927 byl v jihovýchodní části parku vybudován hipodrom s dřevěnými tribunami, který je považován za jeden z nejkrásnějších svého druhu v Evropě.

### Druhá světová válka
Během obléhání Varšavy v září 1939 v parku probíhaly boje mezi německými a polskými jednotkami.
V roce 1940 německé okupační úřady park pro polské obyvatelstvo uzavřely. Dne 31. května 1940 Němci vyhodili do povětří sochu Fryderyka Chopina. Mimo jiné byl park přejmenován na Seegarten. Mnoho uměleckých děl bylo odvezeno do rezidence Hanse Franka v Krzeszowicích.
Po pádu Varšavského povstání v prosinci 1944 Němci polili interiér paláce Łazienki benzinem a zapálili ho. Ve stěnách částečně vyhořelé budovy byly vyvrtány otvory pro dynamit, ale budova nebyla vyhozena do povětří. Mimo jiné byly poničeny exotické rostliny a poškozeny některé sochy. Ztráty na dřevinách činily přibližně 25 %.

### Po roce 1945
Od roku 1959 se v období mezi květnem a zářím v parku pořádaly chopinovské koncerty, které organizovala Společnost Fryderyka Chopina a Stołeczna Estrada. Palác Łazienki byl předán Národnímu muzeu ve Varšavě, zatímco park jako celek byl podřízen vedení Paláci kultury a vědy.
V dubnu 1960 byla v parku zřízena pobočka Národního muzea ve Varšavě. Po dokončení rekonstrukce a výzdoby interiérů bylo veřejnosti zpřístupněno prvních sedm místností paláce Łazienki.
V letech 1958–1970 probíhaly v Myślewickém paláci rozhovory mezi velvyslanci Čínské lidové republiky a Spojených států, které vyústily v navázání diplomatických vztahů mezi oběma zeměmi. V roce 1995 byla bývalá pobočka Národního muzea přeměněna na samostatnou instituci – muzeum Łazienki Królewskie.
V roce 1973 byl park, spravovaný vedením Paláce kultury a vědy, předán do péče Městského podniku zahradnických prací.
V letech 2012–2015 proběhla kompletní rekonstrukce paláce Łazienki, amfiteátru a Myślewického paláce a jejích okolí. Z parku byl zcela odstraněn asfalt, který byl nahrazen dlažbou. V roce 2018 bylo Muzeum lovectví a jezdectví začleněno do muzea Łazienki Królewskie.
Kvůli pandemii covidu-19 v březnu 2020 byl park včetně všech objektů muzea až do odvolání uzavřen. Znovu byl otevřen 20. dubna téhož roku.
Rozloha Łazienek Królewských je přibližně 76 ha, včetně vodních ploch o rozloze 4,9 ha. Celkem se zde nachází asi 40 budov, z nichž 10 má velmi vysokou historickou a uměleckou hodnotu. Do parku vede 10 bran.

## Ředitelé muzea Łazienki Królewskie
- Marek Kwiatkowski (1960–2008)[44]
- Jacek Czeczot-Gawrak (2008)[45]
- Przemysław Nowogórski (2009–2010)[45]
- Tadeusz Zielniewicz (2010–2017)[46]
- Zbigniew Wawer (2017–2022)[47]
- Marianna Otmianowska (od roku 2023,[48] v letech 2022–2023 jako zastupující ředitelka)[49][50]